# 缅甸社会党
缅甸社会党 ，最初被称为人民自由（社会主义）党（PF(S)P），是缅甸的一个已不存在的社会主义政党。它是1948年后缅甸政坛的主导政党，也是反法西斯人民自由同盟(AFPFL - )内部的主导政治力量。由于它被纳入同盟，它被俗称为 (AF Social).
该党是战时的人民革命党 的继承者，由巴瑞、觉尼和其他五人为了对抗缅甸共产党在同盟中的影响力，并防止共产党接管这个伞式组织而成立的。出于同样的原因，为了对抗共产党的全缅甸工会代表大会，社会党也在1945年11月建立了工会代表大会。在人民自由（社会主义）党成立之前，共产党人已在同盟内部公开作为一个集团出现。意识形态的竞争延伸到了政治化的军队。军队中的非共产主义者支持建立社会党作为反共力量，因为许多共产党人，最著名的是觉佐，也在军队中担任领导职务。
1945年，德钦米亚成为党主席，巴瑞为总书记，觉尼为联合书记。1947 年，德钦米亚与昂山一起被谋杀后，柯柯吉于1947年7月成为新的党主席。1948年夏天，他被要求辞去党和政府的职务。辞职后，柯柯吉加入了地下叛乱组织。主席一职被废除，该党从此由巴瑞和觉尼领导。
1948年该党更名为缅甸社会党。1949年更名为社会党同盟。自1950年起重新更名为缅甸社会党。该党出版《社会主义前线周刊》。
该党最初依靠附属群众组织的支持，如工人亚洲组织、农民亚洲组织、妇女亚洲组织等。1950年后，该党进一步发展成为一个干部政党，但仍与工会代表大会保持密切联系。
1950年12月，党内左派出走，另立缅甸工农党。分裂后，缅甸社会党的成员大约从2,000人降至200人。该党最终得以恢复元气，到1956年时党员人数估计达到6,000人。
1964年，缅甸社会党被由奈温领导的联邦革命委员会取缔。